# Lista światowego dziedzictwa UNESCO w Mołdawii
Lista światowego dziedzictwa UNESCO w Mołdawii – lista miejsc w Mołdawii wpisanych na listę światowego dziedzictwa UNESCO, ustanowionej na mocy Konwencji w sprawie ochrony światowego dziedzictwa kulturowego i naturalnego, przyjętej przez UNESCO na 17. sesji w Paryżu 16 listopada 1972 i ratyfikowanej przez Mołdawię 22 września 2002 roku.
Obecnie (stan w 2020 roku) na liście znajduje się jeden wpis o charakterze dziedzictwa kulturowym.
Na mołdawskiej liście informacyjnej UNESCO – liście obiektów, które Mołdawia zamierza rozpatrzyć do zgłoszenia do wpisu na listę światowego dziedzictwa, znajdują się dwa obiekty (stan w roku 2020).

## Obiekty na liście światowego dziedzictwa UNESCO
Poniższa tabela przedstawia mołdawskie wpisy na liście światowego dziedzictwa UNESCO:
Nr ref. – numer referencyjny UNESCO;
Obiekt – polskie tłumaczenie nazwy wpisu na liście wraz z jej angielskim oryginałem;
Położenie – miasto, rejon; współrzędne geograficzne;
Typ – klasyfikacja według Komitetu Światowego Dziedzictwa:
- kulturowe (K),
- przyrodnicze (P),
- kulturowo–przyrodnicze (K,P);

Rok wpisu – roku wpisu na listę;
Opis – krótki opis wpisu wraz z informacjami o jego zagrożeniu.
| Nr ref. | Obiekt                                | Zdjęcie | Położenie                                                   | Typ            | Rok  | Opis |
| ------- | ------------------------------------- | ------- | ----------------------------------------------------------- | -------------- | ---- | --- |
| 1187    | Południk Struvego Struve Geodetic Arc |         | Rudi Rejon Ocnița 48°19′08″N 27°52′36″E/48,318889 27,876667 | K (ii)(iv)(vi) | 2005 | Łańcuch punktów pomiarowych do triangulacji – określenia kształtu i wymiarów Ziemi – wyznaczony od Hammerfest w Norwegii do Morza Czarnego, przebiegający przez dziesięć krajów o długości 2820 km. Punkty posluzyly badaniom przeprowadzonym w latach 1816–1855 przez Friedricha Georga Wilhelma Struvego. Wpis transgraniczny wraz z Białorusią, Estonią, Finlandią, Litwą, Łotwą, Norwegią, Rosją, Szwecją i Ukrainą. |

## Obiekty na mołdawskiej Liście Informacyjnej UNESCO
Poniższa tabela przedstawia obiekty na mołdawskiej Liście Informacyjnej UNESCO:
Nr ref. – numer referencyjny UNESCO;
Obiekt – polskie nazwa obiektu wraz z jej angielskim oryginałem na mołdawskiej Liście Informacyjnej;
Położenie – miasto, rejon; współrzędne geograficzne;
Typ – klasyfikacja według zgłoszenia:
- kulturowe (K),
- przyrodnicze (P),
- kulturowo–przyrodnicze (K,P);

Rok wpisu – roku wpisu na Listę Informacyjną;
Opis – krótki opis obiektu wraz z informacjami o jego zagrożeniu.
| Nr ref. | Obiekt                                                                                       | Zdjęcie | Położenie                                                | Typ             | Rok  | Opis |
| ------- | -------------------------------------------------------------------------------------------- | ------- | -------------------------------------------------------- | --------------- | ---- | --- |
| 5647    | Typowe gleby czarnoziemowe stepu bieleckiego The Typical Crernozem Soils of the Balti Steppe |         | Bielce 47°46′15″N 27°52′07″E/47,770833 27,868611         | K, P (v)(ix)(x) | 2011 | Teren pięciu długoterminowych eksperymentów na glebach czarnoziemu stepu bieleckiego: trzech z okresu zielonej rewolucji przy użyciu nieodnawialnych źródeł energii i stosowaniu nawozów mineralnych, herbicydów i pestycydów oraz dwóch z okresu późniejszego nastawionych na badania nad rolnictwem zrównoważonym. |
| 6220    | Orheiul Vechi Orheiul Vechi Archaeological Landscape                                         |         | Rejon Orgiejów 47°18′20″N 28°58′30″E/47,305556 28,975000 | K (ii)(v)       | 2017 | Kompleks historyczno-archeologiczny z pozostałościami wielu osad (najwcześniejsze z późnego paleolitu) oraz średniowiecznych grodzisk i miast. |